# Lapsk vintermätare
Lapsk vintermätare, Lycia lapponaria är en fjärilsart som först beskrevs av Jean-Baptiste Boisduval 1840.  Lapsk vintermätare ingår i släktet Lycia och familjen mätare, Geometridae. Arten är reproducerande i både Sverige och Finland och enligt respektive rödlista är arten livskraftig, LC i båda länderna. Två underarter finns listade i Catalogue of Life, Lycia lapponaria lapponaria (Boisduval, 1840) och Lycia lapponaria scotica (Harrison, 1916).